# 掃除機
掃除機（そうじき）は、ゴミやホコリを除去し（容器内にとりこみ）、清潔にする機具である。

## 概要
現在では電気式が一般的なので、その方式のものは電気掃除機ともいう。電気を使わない手動式のものもある。
方式
様々な方式（タイプ）がある。
広く使用されている方式は、送風機により負圧（陰圧）を作りだして床などのや埃や塵やゴミを吸引し、エアフィルターで埃・塵・ゴミ類と空気を分離し、ゴミだけを容器内に回収するタイプである。陰圧を用いるタイプは英語では「vacuum cleaner ヴァキュームクリーナー」などと呼んでおり、その影響で日本語でも「真空掃除機」と呼ぶことがある。あくまで陰圧であり真空ではないが、JIS Z 8126（真空用語）にあるように、工学的には「通常の大気圧より低い圧力の気体で満たされた空間の状態」を真空と呼ぶこともあるので必ずしも間違いではない。
簡易的な構造のものでは、負圧や吸引を利用せず、回転ブラシ等でゴミをかき集めるだけの機種も存在する。→#方式
- サイクロン式掃除機

歴史
最初の（非電気式の）真空掃除機は1868年に米国のアイヴス・マガフィーによって発明され、最初の電気式掃除機は1901年イギリスのヒューバート・セシル・ブースによって発明された。→#歴史

## 歴史

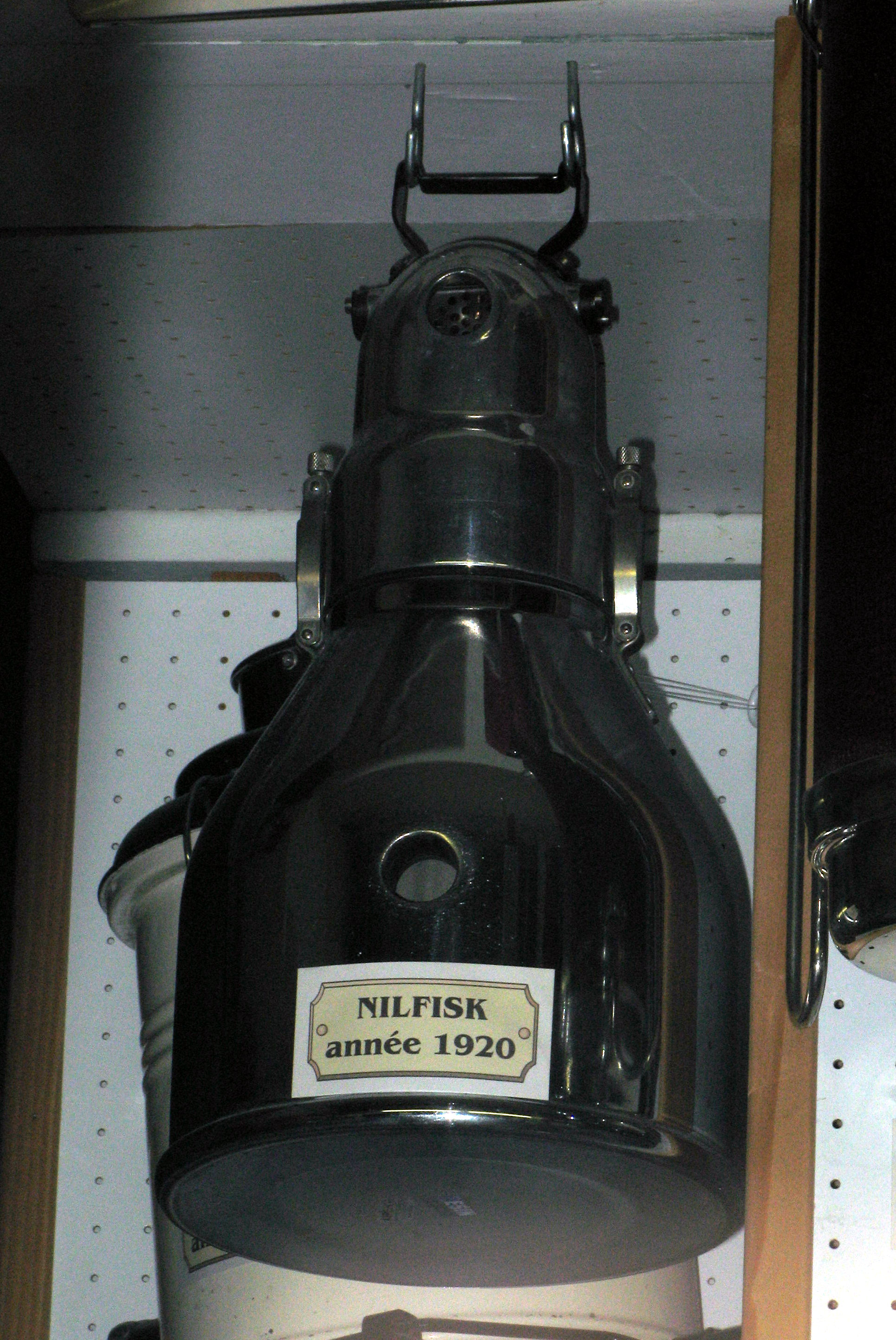
Nilfiskの掃除機（1920年）

### 初期の発明と改良
世界最初の真空掃除機は、1868年にシカゴのアイヴス・マガフィー（Ives W. McGaffey）によって発明された。原理は、手でレバーを引いて負圧を作り出し、その力によってノズルからゴミを吸い取り容器に溜めるという簡単なものであった。彼は1869年6月8日にこの特許を取得し、ボストンにあるカーペット清掃会社に売り込むことに成功した。こうして誕生した世界最初の真空掃除機がシカゴとボストンで発売されたが、当時としては$25もする高価なものであり、ノズルをゴミに当てながらいちいち手でレバーを引くのが面倒という欠点のため、やがて市場から姿を消していった。
1876年、ミシガン州グランドラピッズのメルヴィル・ビッセルは妻のためにカーペット上のおが屑を掃除するための掃除機を作った。間もなく、Bissell Carpet Sweepers として製品化。メルヴィルが1889年に亡くなると、妻のアンナが社長となり、当時最も強いビジネスウーマンと呼ばれるようになった。1899年、電動機駆動の掃除機をジョン・サーマンが発明した。Bissell 社は今も掃除機を含む掃除用品のメーカーとして存続している。
最初の電気式真空掃除機は、1901年にイギリスのヒューバート・セシル・ブース（Hubert Cecil Booth）が発明したもので、布フィルターを備えていた。彼は列車の座席から塵を吹き飛ばす装置のデモンストレーションを目にし、塵を吸い取った方がずっと役立つと考えた。そのアイデアを試すため、彼はレストランの椅子の上にハンカチを広げ、それを自分の口で吸いつけ、さらに塵を吸い付けてみた。塵がハンカチの下面に集まったのを見て、彼はそのアイデアがうまくいくと確信した。ブースは Puffing Billy と名付けた大きな装置を作った。石油を使った内燃機関を動力源としていたが、後に電動機を使うようになった。掃除すべき建物の前まで馬で引いていったという。ブースは British Vacuum Cleaner Company を創業し、その後数十年に渡って発明の改良を行った。家庭用掃除機の市場では後述するフーバー社の製品に負けたが、産業市場に活路を見出し、工場や倉庫で使う業務用機種を生み出していった。
1905年、イングランドのバーミンガムにある Walter Griffiths Manufacturer が人力の掃除機の特許を取得した。これは運搬や収納が容易で、1人の人間（召使など）が鞴のような仕掛けを操作し、それを動力として着脱可能な柔軟なパイプを通してゴミを吸い上げる方式である。パイプの先には様々な形状のノズルを装着できる。形状としては現代の家庭用掃除機によく似ている。
ニュージャージー州の発明家 David T. Kenney は1903年から1913年までに9件の特許を取得し、アメリカでの電気掃除機産業の基盤を築いた。ブースが自身の発明のアメリカでの特許を申請したのが、Kenneyの競合する特許が成立した後で、ブースがアメリカで特許権を主張できなくなったためである。1919年に創設された Vacuum Cleaner Manufacturers' Association の会員資格は、Kenneyの特許のライセンス供与を受けていることだった。
最初の家庭用の電気掃除機は1905年、アメリカのチャップマン・アンド・スキナー社から売り出された。ただしこれはポータブル型ではあったが重さが92ポンド(約40キロ)もあった。
そして、1907年、オハイオ州で学校用務員をしていたジェームズ・マーレー・スパングラーは、扇風機と箱と枕カバーを使って電気掃除機を発明した。これがアップライト型掃除機の原型である。スパングラーのデザインは、単に吸引するだけでなく、大きめのゴミを集めるための回転ブラシを備えていた。スパングラーは自身で発明を商業化する資金がなかったため、1908年6月2日に取得した回転ブラシの特許を、彼のいとこの夫W・H・フーバーに売却した。フーバーは革製品などを販売する Hoover Harness and Leather Goods という会社を経営しており、自動車の発明によって売り上げの落ちつつある革製品以外の新商品を求めていた。フーバーは Electric Suction Sweeper Company と社名を変え、1908年に最初の機種 'Model O' を70ドルで発売した。これが初の商業用モデルとなった。欧米では フーバー 社は今でも電気掃除機を含む家庭用掃除用品メーカーとして存続しており、イギリスでは電気掃除機を”vacuum cleaner"ではなく"hoover" と呼ぶことが一般的であり、また掃除機をかけることも "hoover" という動詞で表したりする。
1910年、P・A・フィスカーは Nilfisk と名付けた掃除機の特許を取得した。ヨーロッパ初の電気掃除機である。フィスカーの掃除機は17.5kgの重量で、人1人でも何とか使用可能だった。その会社は現在も Nilfisk として運営されている。
日本で発売された最初の電気式真空掃除機は、芝浦製作所（東芝の前身）が1931年に発売したアップライト型（ホウキ型と呼ばれていた）だった（写真）。

### 第二次世界大戦後

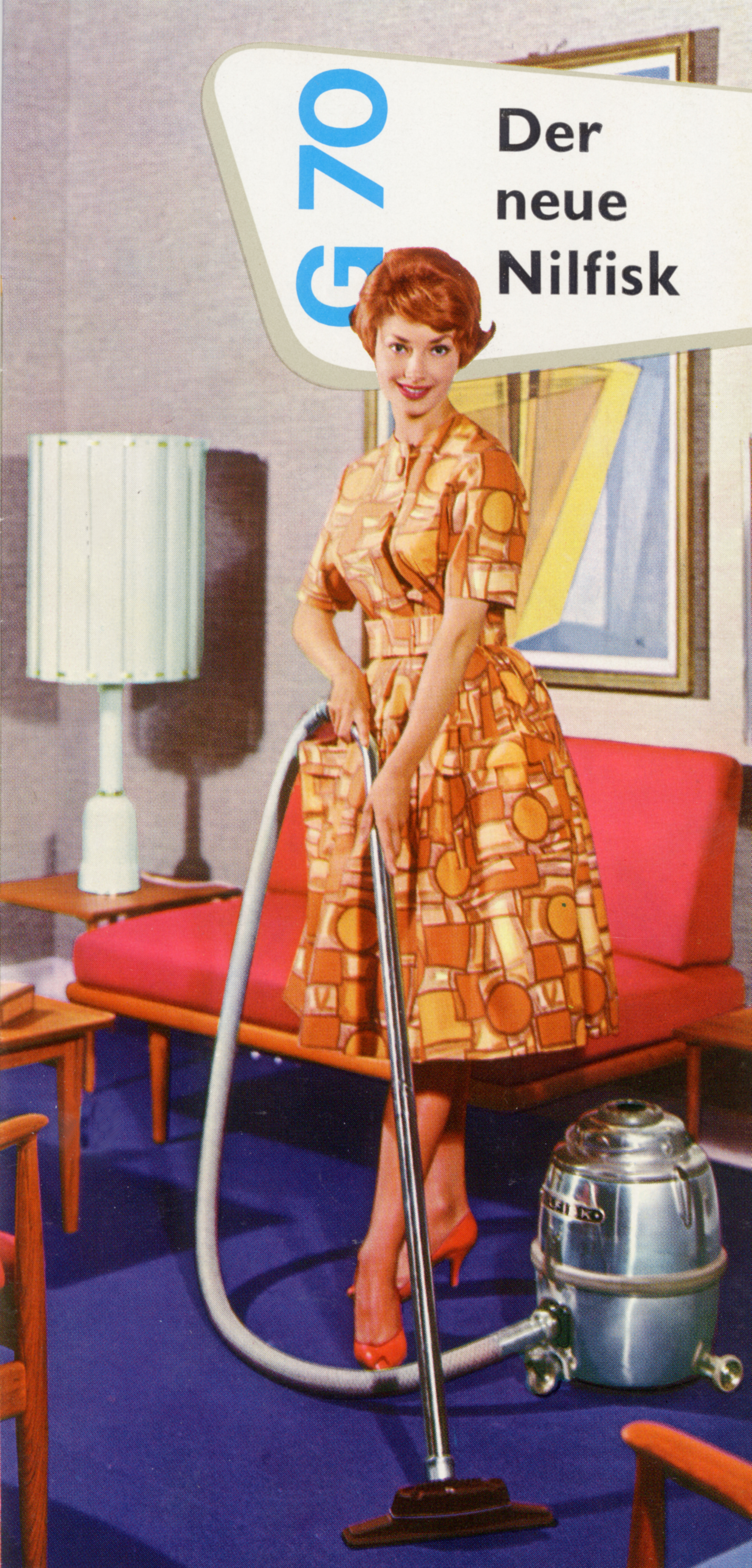
1960年の広告

登場からしばらくの間、電気掃除機はぜいたく品だった。しかし第二次世界大戦後、中流階級でも一般的になっていった。特にじゅうたんを多用する西洋で先に一般化した。世界の他の地域では木やタイルや畳の床が一般的で、掃除機を使わなくともほうきや雑巾、モップで十分掃除できたためである。
日本では、進駐軍家族団地「ワシントンハイツ」における電化製品メンテンス工事を、特別調達庁 (SPB) から請け負っていた東京の太平興業が、米国製品を参考に1949年に自社開発、秋葉原等で販売を開始した。しかし当時の日本家屋のほとんどは畳と板間であり、上記のとおりわざわざ高価な掃除機を購入するまでもなく「はたき」や「箒」でゴミを家の外に掃き出す方が簡単で早かったため、電気掃除機は殆ど普及しなかった。しかし、1960年代に団地ブームが起こると、下層階への近所迷惑のため家の外にゴミを掃き出すことが難しくなり、ほうきの簡便さが半減するようになった。また、団地を含む新しい住宅には洋室が取り入れられ、ほうきでは掃除しにくい絨毯も流行した。この絨毯の毛の中に溜まったホコリによってノミが大量発生することもあったため、電気掃除機の優位性・必要性が高まり、一般家庭に普及し始めた。
初期の電気掃除機は、使い捨てではない布フィルターなどが使われていたため、ゴミ捨ての際には大量のホコリが舞い、またフィルターや集じん袋を水洗浄をしないと吸引力が回復しないなどの面倒が多く、敬遠する人も多かった。しかし、紙パック式掃除機の日立・CV-8500が1980年(昭和55年)に発売されると、使い捨ての紙パックフィルターによってゴミ処理に関する問題が一気に解決されたため、さらに多くの家庭に普及していった。
1990年代になると家庭用の機種においてもサイクロン式掃除機が増えてきた。その原理は古くから知られており、1928年からサイクロン式掃除機を製造していた会社もある。近年のサイクロン式掃除機は、1985年にイギリスのデザイナージェームズ・ダイソンが工業用粉体分離器にヒントを得たものである。このアイデアに感銘を受けたシルバー精工がライセンスを取得して製造・販売に乗り出すなど、当初から日本でも高く評価された。1993年にイギリスでダイソンの1号機 DC01 が200ポンドで発売されると、やがてイギリスで最も売れている掃除機ブランドとなった。
1997年にはミノルタがロボット型掃除機の「ロボサニタン」を発表。製品化には至らなかったが、メディアで報じられ清掃業者などから反響があった。そして2000年代になると、ルンバなどに代表される製品化された家庭用ロボット掃除機が登場するようになった。その他、健康志向の高まりを受け、排気が従来に比べ綺麗で、空気清浄機代わりにもなる掃除機や、排気の風圧で本体が宙に浮く掃除機なども登場している。

## 特徴

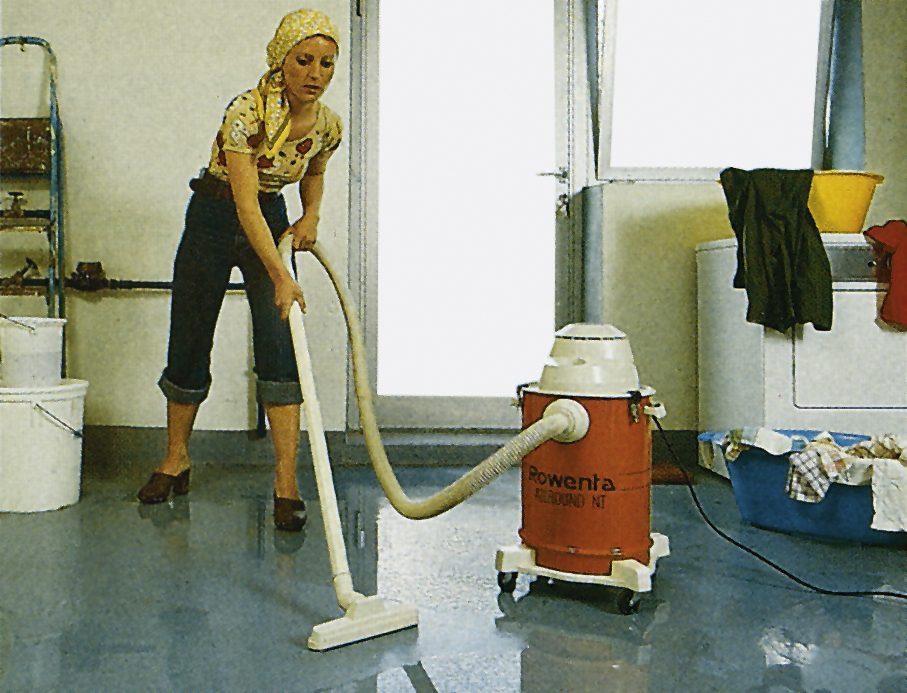
掃除機を使用する女性

ほうきなど、他の清掃用具と比較した際の特徴は以下の通り。

### 利点
- じゅうたんや布団などの内部に入り込んだゴミやホコリを取り除ける。
- 毎回のゴミ捨ての必要がない。
- ほこりの舞い上がりが少ない。
- ゴミに直接触れたり近付いたりする必要がない。
- 花粉など、目に見えにくい大きさのゴミもきれいにできる。
- ほうきやちりとりを使うときに比べてゴミやほこりの取りこぼしが少ない。

### 欠点
- 単純な道具である他の掃除用具と比べ高価。
- 電気が必要。
- 騒音が発生する。
- 内部のゴミにより排気から異臭を発生させる場合がある。
- フィルター性能が劣る機種や、セットが正しくないと排気で塵を噴き上げるだけになりかねない。
- 比較的重量がある。車輪があるが、上下の移動に難がある。
- 本体も大きめで場所を取りやすい。
- 掃除機本体やノズルが入り込めない所は掃除できない。
- メンテナンスが必要。
- 価格が高い[注 2]。

## 性能表示

### ダストピックアップ率
ダストピックアップ率とは、IEC（国際電気標準会議）が定めた主としてカーペットの清掃能力を表す指標であり、標準として定められたカーペット面に基準量のスタンダードダストを器具で散布しローラーで押し広げた後、一定の速度・動作・回数で掃除機で吸引し、回収できたスタンダードダストの重量の割合をパーセントで表したものである。ただし、ダストピックアップ率の高い掃除機が、日本の畳やフローリングで必ずしも高い清掃能力を発揮する訳ではない。このため、ダストピックアップ率がJISでは「じんあい除去能力」と訳され、規定もされているが、JISによる性能表示義務がなく、日本の一般市場では使われていない。
なお、JIS C 9108の「C.1.3.2　試験用じゅうたんの前処理」には次のような注記がある。
高いじんあい除去能力をもった掃除機とは、床用吸込具がモーターで回転するブラシをもつもので吸込仕事率が500W以上のものが望ましい。

### 吸込仕事率
吸込仕事率とは、空気力学的動力の最大値、すなわち掃除機の空気を吸い込む能力を表すもので、一般にいわれる吸引力のことである。車に例えれば馬力に当たる。ただし、掃除機の清掃能力はノズルの構造にも大きく依存するので、吸込仕事率に清掃能力が比例するとは限らない。このため、掃除機のメーカーは、吸込仕事率を高める研究だけでなく、清掃能力の高い床用ノズルの開発にも余念がない。一般的に、吸込仕事率の高い掃除機の方が、1つのノズルで様々な種類・大きさのゴミや、様々な床に対応することが容易になる。
吸込仕事率は、掃除機の本体の吸引パイプに測定装置を接続し、バルブを操作して風量と真空度を変えながら、風量×真空度が最大になる値を求めたもので、単位はW（ワット）である（詳細はJIS C 9108「付属書Ａ（規定）吸込仕事率の測定方法」参照）。吸込仕事率は次の計算式で算出される。
〔吸込仕事率 = 0.01666×風量 (m3/min)×真空度 (Pa)〕
吸込仕事率はJISによって性能表示が義務付けられている。

### 騒音値
騒音値とは、無響室において最大風量で運転している掃除機本体から1m離れた場所の音量を表したものであり、ノズルを床から10cm上方に浮かせて固定し、回転ブラシを止めた状態で測定され、単位はdB（デシベル）である（詳細はJIS C 9801 の「付属書Ｂ（規定）騒音測定方法」参照）。
なお、JISでは家庭用掃除機の騒音は次の値以下でなければならないと規定されている。
| 種類（別名）                                          | 定格消費電力 W | 騒音値 dB |
| ----------------------------------------------------- | -------------- | --------- |
| 床移動形（キャニスター型） ほうき形（アップライト型） | 700以下        | 65以下    |
| 床移動形（キャニスター型） ほうき形（アップライト型） | 700超1000以下  | 70以下    |
| 床移動形（キャニスター型） ほうき形（アップライト型） | 1000超1500以下 | 76以下    |
| 携帯形（ハンディ型）                                  | 1000以下       | 65以下    |
| 携帯形（ハンディ型）                                  | 1000超1500以下 | 71以下    |

参考として、騒音値の指標になる環境の一覧を示す。
| 騒音値 dB | 対応する環境 |
| --------- | ------------ |
| 80        | 地下鉄の車内 |
| 70        | 騒々しい街頭 |
| 60        | 普通の会話   |

騒音値はユーザーにとって分かりやすく、しかも有用な指標だが、JISによる性能表示の義務付けがないため、騒音値が大きい製品などでは公表されないことがある。

## 構造
一般的な電気掃除機は、おおむね以下の4つの部位で構成されている。

### 本体
負圧を作るモーターと集じん部を備える、電気掃除機の中心的な部位。さらに、商用電源を用いる機種では電源コードとコードリールを、充電式の機種では蓄電池を備える。そのほか、付属の吸込口を収納するポケットを備えた機種や、集じん部とは別に高性能のフィルターを備えた機種もある。後述のホースのハンドルにスイッチを持たない機種や、ホースがない機種では各種のボタンやインジケータも備える。

### ホース
本体と延長管、または本体と床用吸込口を繋ぐ部位で、床移動型では必ず装備される。特に家庭用床移動型の多くはホースの先のハンドル（持ち手）の部分に主電源や回転ブラシの入切などを制御するボタン（スイッチ）を備える。このほか、吸い込むゴミの量や紙パックの交換時期、フィルターの清掃時期を示すインジケータを備えた機種もある。この部位に棚用吸込口やすきま用吸込口を取り付けることにより、手軽に家具の上やすきまなどを掃除できる。一部のほうき型および携帯型ではこの部位がなく、本体と吸込口が直結した構造となっている。

### 延長管
ホースと床用吸込口の間にある部位。床移動型では必ず装備されるほか、立ち姿勢での使用を考慮した一部の携帯型でも装備される。使用者の身長や掃除する場所に合わせて伸縮する機能を持たせたものもある。ほうき型では、すきま等に挿し込んで掃除することを想定し、ホースおよびすきま用吸込み口と一体化したものが装備されている機種もある。

### 吸込口
ホースや延長管、本体の先に取り付けて掃除を行う部位。メーカーにより、ノズル、ヘッド、ブラシなどとも呼ばれている。基本となる床用吸込口のほか、ほとんどの家庭用掃除機には棚用吸込口、すきま用吸込口が標準で付属する。
床用吸込口
最もよく使用される吸込口で、吸込口直下のゴミを面的に吸い込むほか、吸込口の周囲に設けられたすきまから吸込口周辺のゴミを吸引する。特に回転ブラシを備えたものは、掃く、拭く、かき出す、叩くなどの効果があるため、さらに効率よくホコリや髪の毛などを吸引できる。回転ブラシは、モーター駆動の「パワーブラシ」と、小型の風車に気流を導いて回転させる「ターボブラシ」がある。吸込口のすきまを狭くすることで、吸込仕事率が小さい掃除機でも清掃能力を高めることができるが、大きいゴミを吸い込みにくくなること、吸込口が床面に吸い付きやすくなるため操作感が損なわれる、というデメリットがある。
棚用吸込口
吸込口の回りに柔らかいブラシが付いた吸込口で、棚や家具に付いたホコリを掃くように掃除できる。手元ハンドルや延長管の先に折りたたんだ状態でセットされ、必要な時にワンタッチで取り付けられる機種もある。
すきま用吸込口
「つる口」とも呼ばれる。すきまに入るように先が狭くなっている細い吸込口で、最も速い気流が生じるためゴミを強力に吸い取ることができる。床移動型では、本体に収納ポケットがある機種や、手元ハンドルの裏などにマウントしておくことができる機種もある。十数センチ程度の長さのものが一般的であるが、伸縮機構により数十センチ～1メートル前後の長さになるもの、角度調節機構により延長管と組み合わせて高所等の掃除に応用できるものも存在する。
ふとん用吸込口
ふとんに吸い付かない機構を持ち、ふとんや毛布を効率よく掃除できる。ふとんを叩く機構を持ったものもある。高価格帯の機種では標準で付属する場合もある。また携帯型（ハンディー型）の機種では、ふとんの清掃に特化した設計の機種も存在する。

## 分類

### 用途
- 家庭用掃除機:一般の家庭や小規模な商店などで使用される掃除機で、多くは本体が軽いプラスチックでできているため、取り回しが容易である。
- 業務用掃除機:清掃事業者が使用する掃除機で、業者登録に必要なものである。本体や延長管は金属製のものが多く、モーターなども寿命が長いなど、耐久性を重視した設計になっている。長時間の連続使用で多量のゴミを吸い取るため、本体の大半がゴミ容器になっており、集じん容量が非常に大きい。
- 産業用掃除機:クリーンルーム用、防爆用、防じん用、トナー用など特殊用途の掃除機がある。

### 動力
- 商用電源:強い吸引力を長時間持続して掃除することができるが、屋外排気型を除けば、電源コードの扱いがやや面倒である。机やキーボード等の掃除に特化した機種ではUSBから、車内の清掃に特化した機種では車用のシガーソケットから給電できる機種も存在する。
- 充電式:蓄電池を充電して使うため、電源コードの引き出しや収納の手間がなく、掃除をすぐに始めたり、電源がない場所の掃除をしたりすることが可能である。充電式は片手持運び型に多いが、縦型や床移動型の製品もある。しかし、蓄電池の容量の関係から、一般に吸込仕事率が低く、連続使用時間も短いため家全体の掃除には向かない。また、くり返し使用して蓄電池が劣化した場合は、蓄電池を新しい物に交換する必要がある。補修部品の供給期間は一般的に生産打ち切り後6〜7年であり、これを過ぎると新品の蓄電池が購入できないこともある。本体価格も高額なため、コストパフォーマンスが良いとは言えない。
- エンジン:自走式の業務用掃除機の一部に使われている。

### 本体の型
JIS C 9108においては、以下の3種類が規定されている。
床移動型 （キャニスター型）
本体が横に長い掃除機を、ホースを引っ張って移動させる形式で、丈の低い家具が多い和室の掃除に適している。背が低いため、押入などへの収納が便利であるなど、日本の家庭用として最も人気がある。
業務用掃除機においては、本体の形状が縦の円筒形をした形式が多く見られる。
ほうき型（アップライト型、スティック型）
縦に長い本体の底面に床用吸込口があり、本体の上部に付いたハンドルで操作する一体形で、立てたまま収納する。北米に多い。日本国内においては、ひとり暮らし家庭向けの機種として発売されている。
携帯型（片手持運び型、ハンディー型）
片手での持ち運びや使用が可能な小型の形式。床用吸込口と本体の間に延長パイプを取り付け、立ったまま床面を掃除できる機種もある。また、業務用の機種を中心に、肩掛け型（ショルダー型）や背負い型（リュックサック型、ヒップバッグ型）も見られ、航空機、鉄道車両（旅客車）、バスなどの乗り物で用いられる。電源方式は充電式（コードレス）のものが多く見られる。小型のため吸引力は弱めで家全体の掃除には向かないが、細かい場所の掃除では大活躍する。

このほか、JISに規定されていない分類では以下のようなものがある。
　屋外排気型（セントラルクリーナー型）
国会議事堂でも使われている屋外もしくは床下に集塵装置を設置し、そこから各部屋に配管した穴にホースを差し込んで吸引する方式。排気によって部屋が汚れない点や、騒音の源となるモーターを部屋から隔離できる点、集塵容積が大きくゴミ捨て回数が少ない点がメリットであり、掃除機の一番の仕事である「部屋を綺麗にして空気を汚さない」という観点から見るとまさに最強の掃除機である。一方で装置と工事費が割高なことと、配管内にゴミが詰まると取り除くのが難しい点がデメリットであり、これが原因かほとんど普及していない。平成初期頃まで様々なメーカーが展開していたが、2024年(令和6年)現在、日立を除く全てのメーカーが撤退している。
　箱型自走式
スイーパーとも呼ばれ、人間が押して歩くものと、乗って操縦する自走式のものとがある。自走式は電動機や内燃機関を原動機とし、集塵・清掃と走行をその動力で行う。乾式のほか、洗剤や水を用いる湿式があり、大規模建築物や屋外などで使用される。
　ロボット型
自走式をロボット化したもので、自立的に掃除を行う。多くは業務用であったが、2000年代に入り家庭用のものが市販されるようになった。家庭用では、ベッドの下などにも潜り込めるよう全高が低く設計されているものが多い。また、高価格帯の機種ではカメラやセンサーを搭載し、部屋の間取りや障害物の位置を分析し効率的に掃除したり、掃除後に集めたゴミを充電台に併設の回収容器に移したりする機能を持つものもある。デメリットは上位モデルを除き、家全体の掃除ができないことと、上位モデルでも特に家が広い場合は一度の運転で家全体を掃除できないほか、階段掃除もできないことである。

## 集塵方式

### サイクロン方式

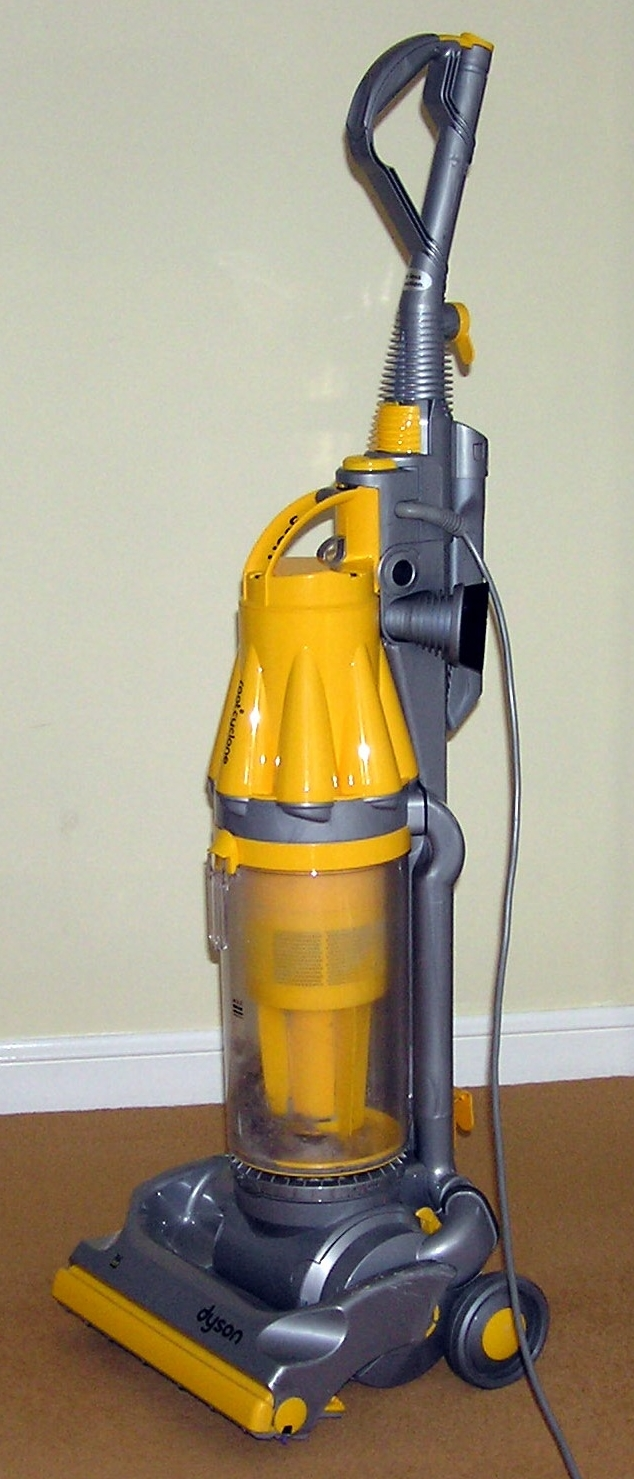
Dyson DC07。遠心力で塵やゴミを空気から分離する。

サイクロン方式は、ダストボックス内で吸い込んだ空気を回転させ、遠心力によりゴミを空気から分離させる集じん方式である。
サイクロン粉体分離方式によるサイクロン方式
本来「サイクロン」とは1886年にアメリカのモース（M.O.Morse）によって発明された粉体分離方式を指す言葉で、原理はコーン状の筒の中で空気を回転させ、遠心力によって空気と粉体を分離するものである。この方式を1983年にイギリス人の発明家ジェームズ・ダイソンが掃除機に応用した。以来、ダイソンの掃除機の商業的な成功の影響で、サイクロン方式といえば、まずダイソン社の掃除機のことであるとされることが多くなった。
サイクロン方式の長所は、専用の紙パックを必要としないという利便性と、それのために毎度出費しなくても良いという経済性である。
一方欠点としては、ゴミ捨ての頻度が紙パック式より多めになること、ゴミ捨ての際にホコリが舞わないよう多少工夫が必要であることである。空気の流路が複雑なためそもそもの吸引力が弱く、キャニスタータイプでは紙パック式が400〜600Wなのに対しサイクロン式は170〜180Wと半分にも届かない。サイクロンユニットの構造上熱がこもりやすく、排熱効率も悪いため寿命は短く、弱いパワーを補うためにモーターの高出力化を余儀なくされた結果、騒音が大きく、消費電力も大きい。本体価格も高く、長期的に見るとコストパフォーマンスが良いとは言い切れない。なおフィルターの水洗浄は半年や1年に1度行えばよく、ゴミ捨ての時にはビニール袋（ゴミ袋）などで（フタが開く部分あたりを）覆うようにして行えばホコリも舞わない。
2015年8月にパナソニックが、ダイソンと同等の粉体分離方式の MC-SR530G / MC-SR33G を投入。ダイソンよりほんの少し強い200Wだが、平成以降の日本においては1000Wが標準とされてきた消費電力の方を720Wに低減させている。なお、この2機種の発売により、ダイソンの粉体分離方式の独占は終わっている。
わずかに取りこぼした埃を後段のフィルターで濾し取る仕組みであるから、フィルターの目詰まりによる吸引力の低下は紙パック方式よりも緩慢であるとダイソン社は主張している。2006年に行われた日本の国民生活センターのテストでは、ダイソンのサイクロン掃除機はダイソン社の主張通り紙パック式（50gのごみを吸わせた後で13%低下）よりも吸引力の低下は緩慢(50gのごみを吸わせた後で7％低下：約180W →約167W)で、ダイソン以外のサイクロン掃除機は「掃除を重ねて行くと吸込力が紙パックと比べて低下しやすい（50gのごみを吸わせた後で約21%～33%低下：438~504W→338W~382W）」とのテスト結果が出ているが、国内メーカーは吸引力が低下してもなおダイソンより高い値を維持していた。フィルターの水洗浄は、西洋の環境で使う場合は月に一度、日本の環境で使うならばおよそ半年に1度で良いとダイソン社は主張している。なお、パナソニックも排気フィルター清掃間隔は半年から1年程度としている。
後述のサイクロン粉体分離を伴わない方式も含め、ゴミ処理時の舞い散りを防いだり、手入れの手間を軽減するための工夫がダストカップ等に施されている。舞い散りを防ぐ工夫としては、ゴミを圧縮する機構をカップ内に設けるというものがある。手間を軽減する工夫としては、カップ内の帯電を防止し静電気によるゴミの張りつきを軽減するというものがある。

#### サイクロン粉体分離方式を使わないサイクロン方式
一方、モースのサイクロン粉体分離方式を使わない掃除機でも、ダストボックス内で吸い込んだ空気を回転させて、遠心力で大きなゴミや砂などを分離させている機種は、サイクロン方式と呼ばれる事が多い。ただし、この排気にはまだ微粒状のホコリが多量に含まれているため、別途フィルターで濾過する必要がある。機種によっては、空気と粉体との分離の大半をフィルターに頼っているため、紙パック式の登場以前に主流であったフィルター式（後述）との区別は曖昧である。
多くは蛇腹になったフィルターか、ヒダが放射状になった菊花形フィルターを使用して集塵効率を上げており、吸込仕事率は紙パック方式とほとんど変わらないものもある。
欠点は、フィルターの目詰まりによる吸込仕事率の低下である。そのため、サイクロン粉体分離方式を使う方式と比べて、頻繁なフィルター洗浄を要する。自動的にフィルターのチリを叩き落す機構を持った機種も多い。こまめにフィルターの水洗浄をすれば、吸込仕事率の低下は避けられる。なお補助としてティッシュペーパーを使用することが推奨されている製品もある。その場合、濾過面積が減って多少の吸引力の低下が起こる一方、ティッシュペーパーを使わない場合に比べてゴミ捨てが簡単、清潔となるなど、紙パック式の利点の一部も併せ持つ。

### フィルター式
吸引されたゴミをフィルターで漉し取り、ゴミをフィルター手前のダストボックスに溜め込む方式で、真空掃除機の基本的な構造である。サイクロン式のダストボックスから遠心分離機構を取り除いた方式とも捉えることができ、サイクロン式の普及以後は「ダイレクト式」「紙パックレス式」などと呼ばれる場合もある。
溜まったゴミは吸引力の低下や排気からの悪臭の原因となるため頻繁なゴミ捨てが必要である。故に家庭用の機種ではほとんどが紙パック式に取って代わられたが、業務用途ではゴミ捨てが元々日常的であり、その際に紙パックを使用していたのではランニングコストもかかるため、業務用掃除機ではあえてこの方式を採用した製品も少なくない。重力でゴミを分離することで吸ったゴミを市販のゴミ袋で回収できるようにした製品もある。
フィルターがチリで目詰まりするため、こちらも頻繁なメンテナンスが必要だが、コードリールからコードを引き出す際のエネルギーを利用したり、専用の電動モーターを利用してちり落としを自動化した製品もある。
2020年現在、主な採用機種はパナソニックのタンクトップ(MC-G200P/MC-G100P)や東芝のタフボーイ(VC-S960)等である。

### 紙パック式

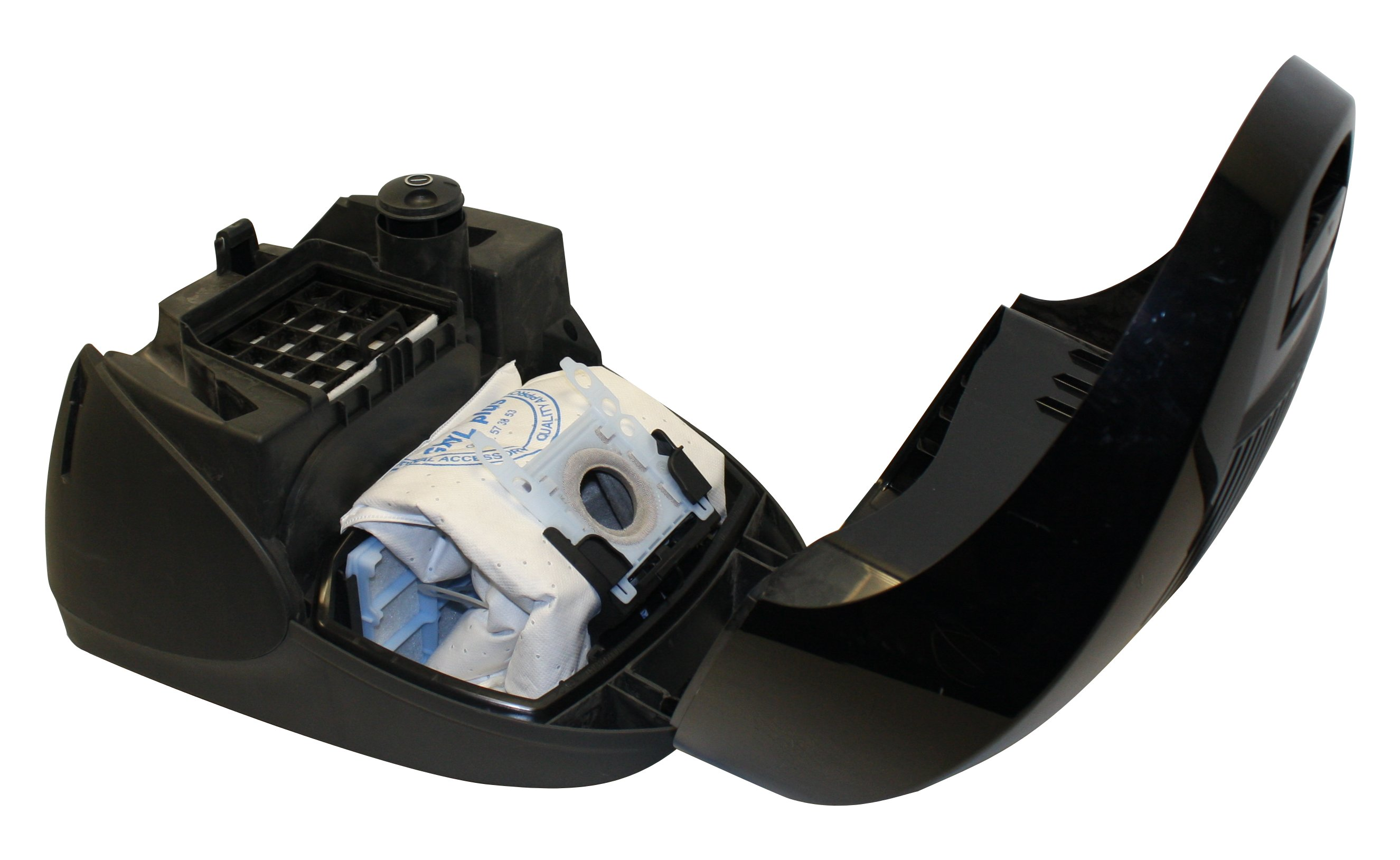
紙パック方式の掃除機
カバーを開けると、内部に取り付けられている紙パックが見える。

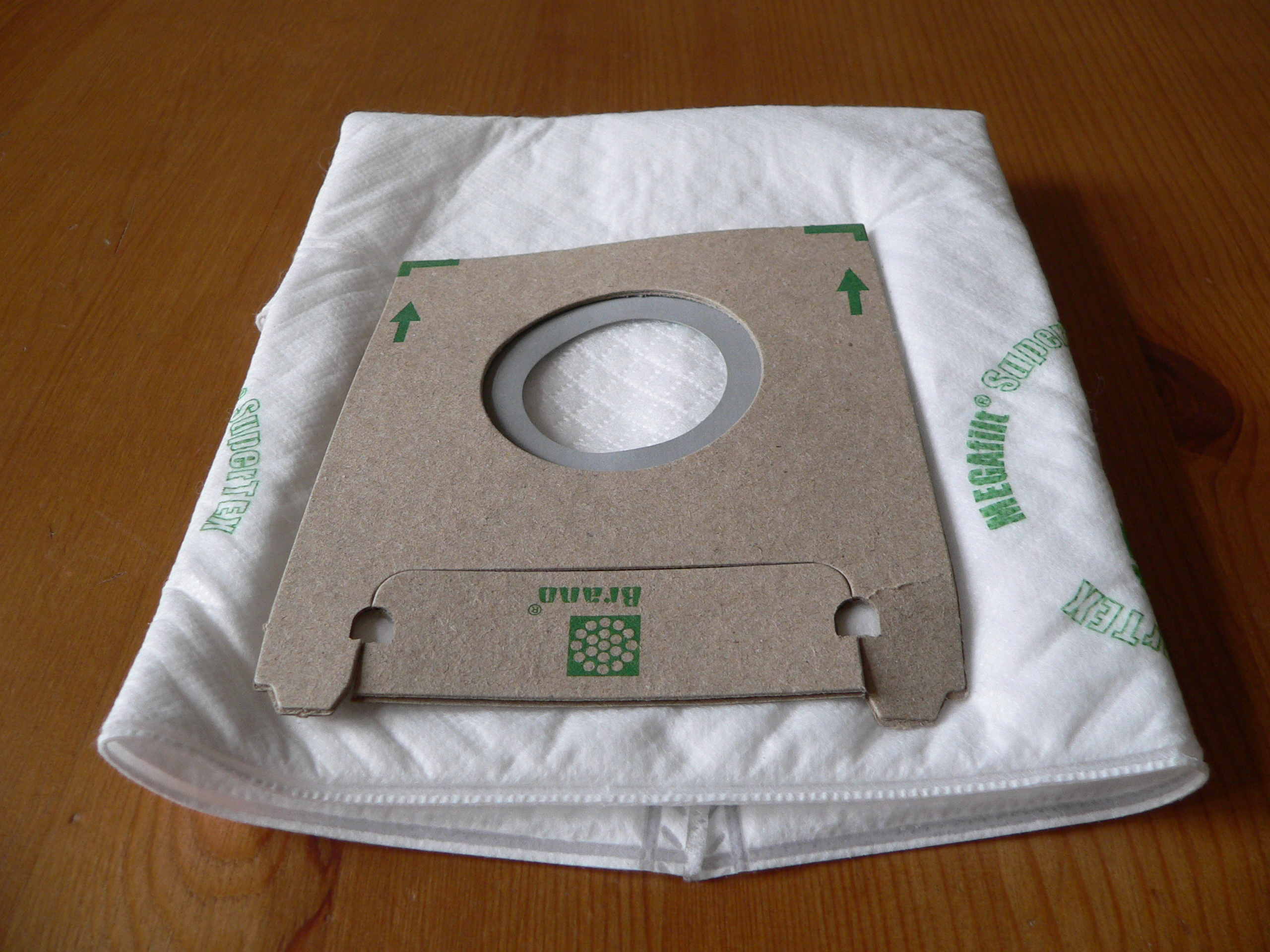
新品の紙パック

吸引されたゴミを、袋状になった紙パックで濾し取る方式。英語ではこの袋を 「ダストバッグ　dust bag 」と言うが、日本ではパックと呼んでいる。
長所は紙パックがフィルターとダストボックスの役割を兼ねているため、面倒なフィルター掃除が不要なこと、集めたゴミは紙パックごと捨てればよく、ダストボックスの洗浄や部品の乾燥といった手間がないことである。また、紙パック内でゴミが自然に圧縮されるので、ゴミ捨ての回数が少なくてすむ。
基本的な短所としては、まずゴミが溜まってくると吸い込んだ微粒子によって紙パックが目詰まりし、吸込力が落ちるという点がある。これを解決するため、自動で紙パックを叩いてホコリを落としたり、紙パック周辺の空気の流路を工夫したりすることで、ほぼ満杯まで吸引力を維持できる製品が出ている。このほかの短所としては、紙パックは使い捨てのため定期的に購入し、常に予備を用意しなければならず、ランニングコストがかかること、取付部の構造が特殊な専用品の場合その供給に製品寿命が左右される、というものがある。
交換用紙パックは、掃除機本体のメーカーが発売する自社専用の「純正品」と、それ以外の掃除用品などのメーカーが発売する「汎用品」がある。純正品は各メーカーごとに吸込口の台紙の形状が異なっているが、汎用品では台紙に複数の切り取り線を付け、本体のメーカーに合わせて台紙の指定された部分を切り取ることで、同じ紙パックで複数のメーカーに対応できるようにしているものもある。なお、紙パックは純正品を使用しない場合、メーカー保証の対象外になる場合が多い。これは、様々なメーカーと機種に対応した廉価な汎用品の性能が一定しないためである。また一部の機種では、ゴミ漏れによるモーター故障を防ぐため、掃除機本体の蓋は「使用機種に適合した各メーカー純正紙パックが正しく取り付けられていないと閉まらない」構造になっている。汎用品の紙パックは非常に幅広いメーカーの機種に対応しているものもあるため、純正品の供給が終了している機種を継続利用する場合には有用である。
紙パック式は、ほかの方式に比べてゴミ捨て時に吸ったゴミが散乱するリスクは小さいが、それでも取り外す時などに吸込口からゴミがこぼれてしまう可能性があるため、掃除機本体や紙パックに工夫を施すことによりリスクを低減させている。本体側に工夫を施した例としては、従来存在した紙パックを所定の位置に固定するフックなどを廃することで紙パックの出し入れをスムースにした機種や、紙パックを籠状の入れ物にセットし、籠ごと本体から出し入れすることで紙パックに触れずにゴミ捨てをできるようにした機種がある。紙パック側に施した例としては、ゴミ捨て時に紙パックの吸込口にシールなどで蓋ができる機構を持たせたものがある。
殆どの掃除機には「紙パック交換サイン」が本体やホースの手元操作部などに付いており、「強モードで運転しノズルを床面から浮かす」といった操作で紙パックの交換時期かどうかを判別可能である。この機能は、紙パックの目詰まりに伴い増加する吸込み時の負荷の大きさを測るものであるため、目詰まりしにくい綿ゴミの多い環境ではゴミが満杯になっても作動しない場合がある一方で、目詰まりを起こしやすい砂ゴミの多い環境ではゴミの総量が少なくても作動する場合がある。また、すきま用吸込口などの負荷が大きくなる吸込口を使っている時に作動する場合がある。

### 布バッグ方式
性質は概ね紙パック式と同じだが、液体や鋭利なものを吸い込んでも容易に破損しないため業務用掃除機などで使用される。構造的には紙パックとほとんど変わらないため、布バッグと紙パックを目的や場面に応じて使い分けられる機種も存在する。
先述のフィルター式以前に開発・採用されていた方式だが、布バッグは使い捨てではなく、煩雑なメンテナンスを頻繁に必要とするため、家庭用の機種においてはフィルター式共々、より簡便な紙パック式にとって代わられた。

### 排気循環方式
排気を吸込口へ戻し、ノズルから吐き出すことによってホコリを効率よく浮き上がらせ、再び吸引する方式。このためホースや延長管が2重構造になっており、内側を吸気、外側を排気が流れる。排気が本体と吸込口を循環するため、総排気量が非常に少なく、排気によるホコリの舞い上げが少ないメリットがある。また、モーター室が密閉に近い構造になるため運転音が静かになる。ただし、本体からもモーター冷却のためのわずかな排気がある。モーター冷却性能が劣ることから消費電力（発熱量）を抑える必要があり、結果として吸込仕事率は小さい。1999年（平成11年）にサンヨーから世界で初めて発売された。2009年5月現在、同社のラインナップにこの方式を採用している製品はない。

### 吸水掃除機
吸水掃除機は、水分を含んだ物品の吸引を可能とした真空掃除機である。水分を含んだものの回収や、液体の回収が効率的に可能であるが、可燃性液体の吸引はモーターからの発火の恐れがあり極めて危険である。乾いたものと濡れたものを同時に吸引できる乾湿両用タイプと吸水専用のものがある。

### 水フィルター掃除機
容器に入れた数リットルの水をくぐらせる吸引掃除機も存在する。洗剤等の界面活性剤を混ぜた水フィルターを透過する事で花粉等の微粒子を取り除く事ができる。内陸部で湿度の低い日本国外では普及しているが、水フィルターを通す時に排気中の湿度が上昇するため湿度の高い日本では季節によっては使用が適さない場合もある。また泡の中に浮遊する微細な塵は水を通過してしまうため、完全な埃の除去には水とは別途フィルターが必要となる。

## モーター
真空掃除機に使われている一般的なモーターは、始動トルクが大きく高速回転が可能な交流整流子電動機（または直流整流子電動機）であり、整流子としてカーボンブラシを使ったものがほとんどである。カーボンブラシが磨耗し切るとモーターが回転しなくなるが、家庭用掃除機では、モーターの寿命イコール製品寿命と考えてよいほど、モーターの寿命が長めに設計されている。カーボンブラシを交換すればさらに長く使える。また、カーボンブラシなどを使わないブラシレスモーター方式の掃除機もあるが、コストパフォーマンスを考えると家庭用というより特殊な業務用に適した方式である。
一般に真空掃除機のモーターは、小型ながら消費電力が大きいため、発熱が激しく、吸引した大量の空気をモーターに導いて冷却に使用しているものがほとんどである。このため、液体や導電性粉塵を吸引すると、一部がモーターまで達して故障する恐れがある。冷却方式を工夫して液体や導電性粉塵を吸引できる吸水真空掃除機もある。

## 電源コード
電源コードには赤い印と黄色い印が付けられているが、これはJISで定められたもので赤と黄色の印の間隔は800ミリメートルと規定されている。各社の理由は異なるが黄色は「この線まで安全に引せる」という目印になっている。なお、一部で巻いたまま掃除機を使うとコードが加熱して危険といわれているが、モーターの出力に応じた太さのコードが使い、危険なほど加熱するようなことがないように設計されている。仮にそのような状況で火災になるようではリコール対象である。
家庭用掃除機はボタン一つで電源コードを瞬時に収納できるリール式を採用しているが、業務用掃除機の電源コードは最長10ｍと家庭用掃除機より長いためリール式ではなく「手動でまとめバンドで留める」方式を採用している。また業務用掃除機は消費電力が家庭用機種より多く・運転音も家庭用機種より大きいため、電源コードは「（テーブルタップや分岐プラグを経由せず）壁のコンセントへ単独配線」するよう指示されている。

## ロボット型掃除機（自律型掃除機）

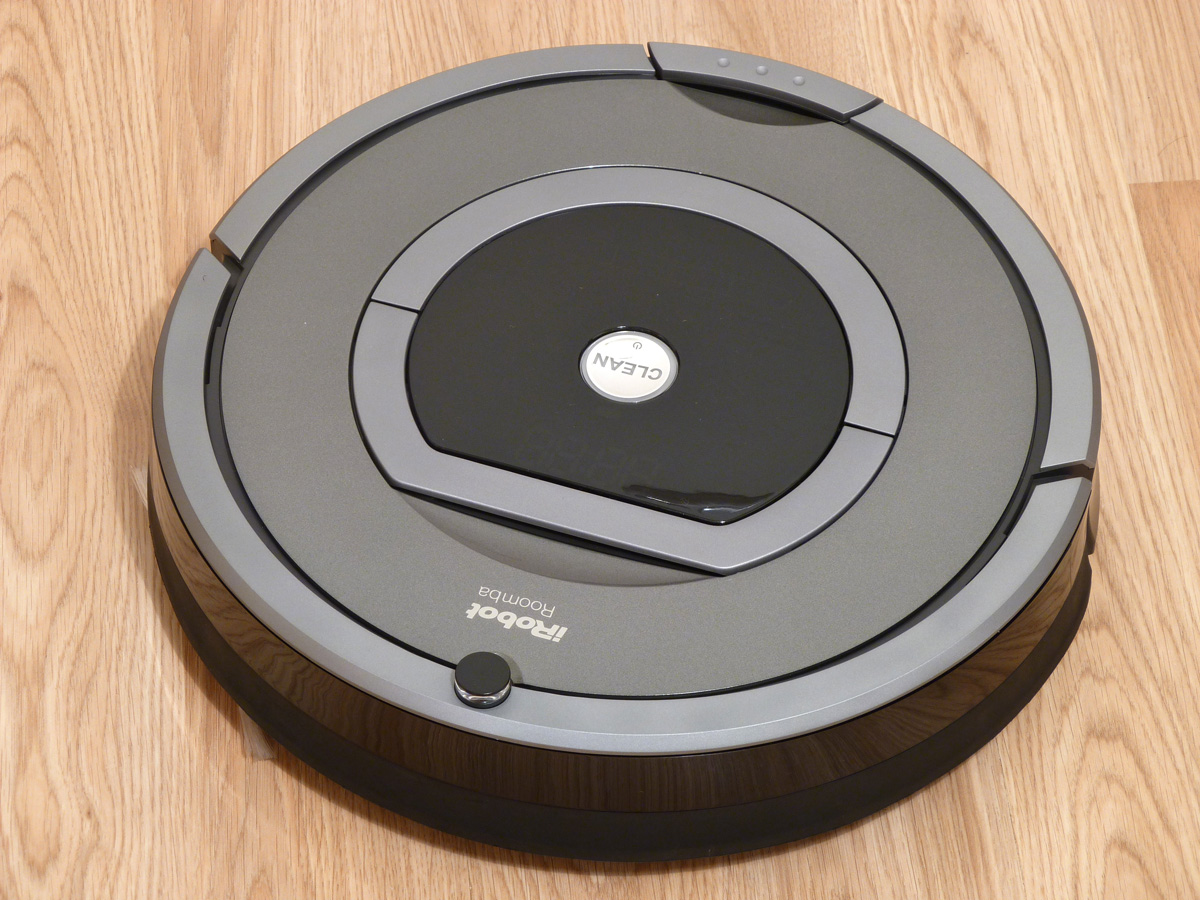
iRobotのロボット型掃除機「ルンバ」

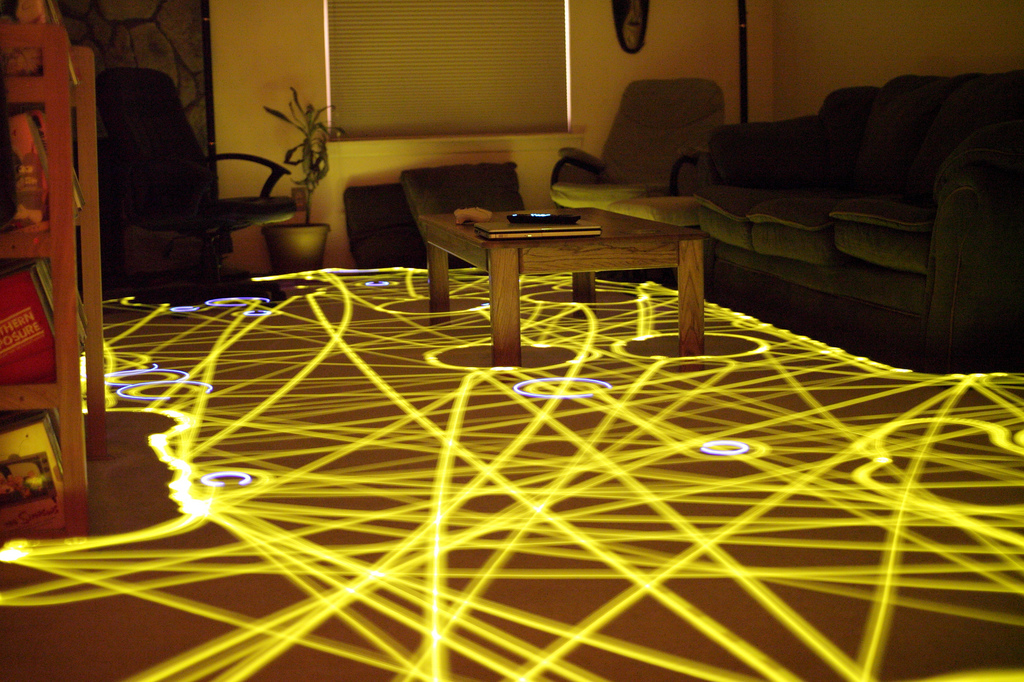
ロボット型掃除機の走行軌跡（長時間露出にて撮影）

1985年の科学万博では芙蓉ロボットシアターでメチルアルコールを燃料とする内燃機関を搭載したクリーナーシャークが展示された。家庭用には2001年11月にエレクトロラックス社のトリロバイト(日本では2002年9月5日発売)、2002年9月にiRobot社のルンバ(日本では2004年発売)が発売された。
日本企業では2007年12月にバンダイの子会社であるシー・シー・ピー社が「SO-Zi プレミアム」の販売を開始し、2011年9月にはその機能向上版の「ラクリート」が代替機種として発売された。又2009年11月にツカモトエイム社がロボットクリーナー「AIM-ROBO1」を販売開始している。製品化はされなかったがパナソニックは2002年3月、日立は2003年5月に家庭用ロボット掃除機の試作機を発表した。
業務用にはミノルタが1997年に「ロボサニタン」を発表したが製品化は見送られた。しかしその技術はフィグラ社に引き継がれ、2009年に「エフロボクリーン」として製品化された。富士重工と住友商事も2001年に「ロボットによるビルの清掃システム」を実用化し、2006年には清掃性能や安全性、コストメリット等が認められ「今年のロボット大賞2006 経済産業大臣賞」を受賞している。

## 法規上の扱い
日本
日本では家庭用品品質表示法の適用対象となっており、電気機械器具品質表示規程では「電気掃除機」という名称で呼ばれている。

## 主な掃除機メーカー
国外メーカーのものは基本的に欧米の家屋を想定しているため、日本の家屋で使用すると取り回しが悪かったり床を傷つけたりする場合がある。
- パナソニック
- 日立グローバルライフソリューションズ
- 東芝ライフスタイル
- 三菱電機
- シャープ
- アイリスオーヤマ
- マキタ
- リョービ
- HiKOKI
- ダイソン
- ミーレ
- ボッシュ
- エレクトロラックス
- シャークニンジャ[8][9]。
- ブラック・アンド・デッカー
- フーバー